# Peter Buch
Peter Christian Nouvel Buch, född den 8 april 1816 i Köpenhamn, död där den 1 mars 1904, var en dansk rättslärd.
Buch blev 1833 student, 1836 candidatus juris och 1839 volontär i kansliet. Han vann 1840 universitetets guldmedalj för en rättsvetenskaplig avhandling och var 1843–1846 protokollförare vid ständerförsamlingarna i Roskilde och Viborg. År 1847 blev han assessor i Viborgs överrätt, 1861 i Højesteret, där han 1880–1897 var justitiarius. Han blev 1894 riddare av Elefantorden. 
Buch lade liten vikt vid yttre representation, höll sig borta från deltagande i det offentliga livet, andades och levde blott för sin domargärning, som han genomförde med erkänt skarpsinne och rättskänsla. För litterär verksamhet var han inte lagd. Efter hans död offentliggjordes en liten uppsats, Nogle Bemærkninger om Stiftelsers Skattepligt, i Ugeskrift for Retsvæsen 1904 (sidorna 238–240).